# 엘리차 얀코바
엘리차 아타나소바 얀코바(불가리아어: Елица Атанасова Янкова, 1994년 9월 18일 ~ )는 불가리아의 여자 레슬링 선수이다. 리우데자네이루에서 열린 2016년 하계 올림픽 여자 -48kg급에 참가하여 동메달을 획득했다.

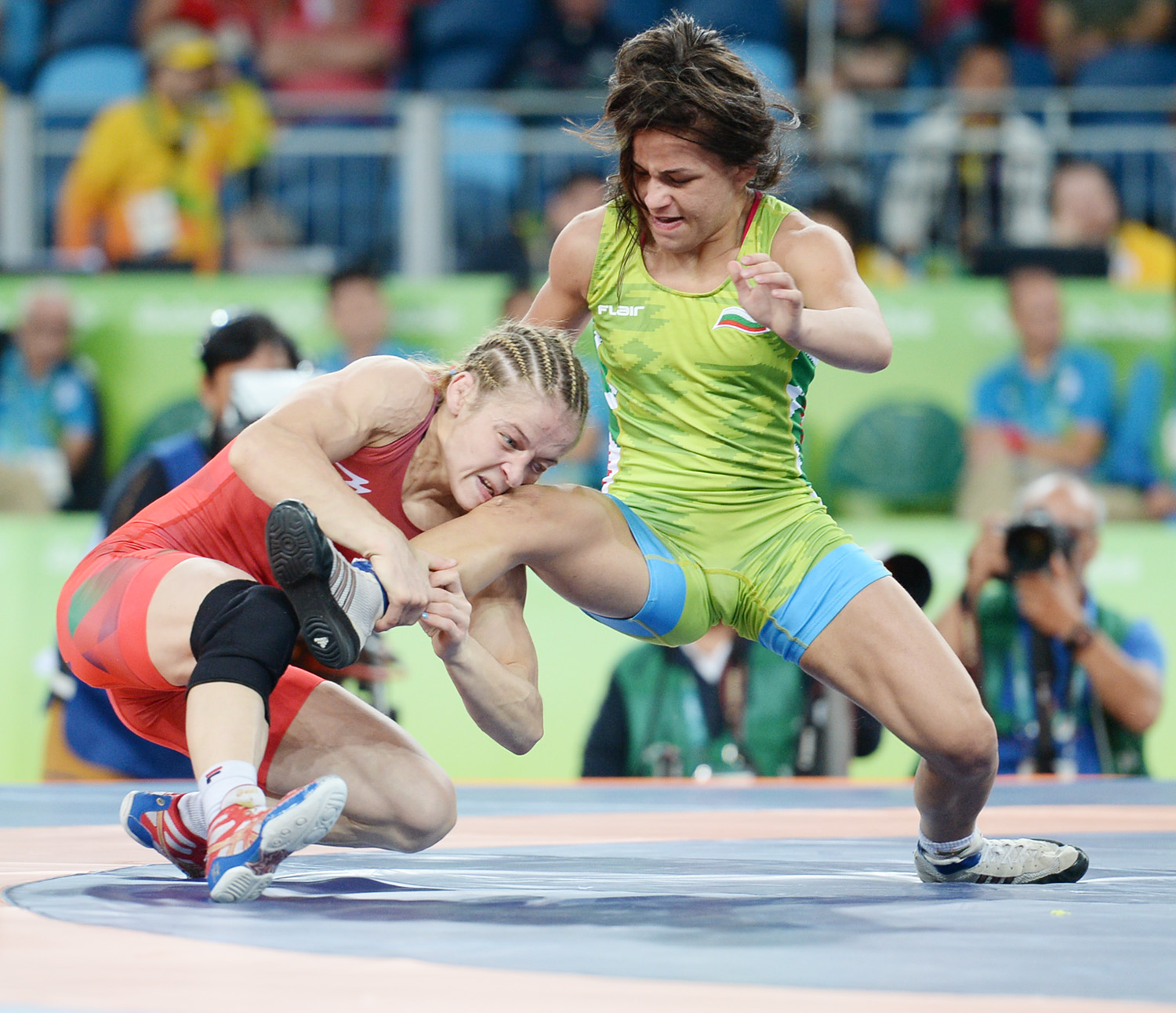
2016년 리우 올림픽에서 마리야 스타드니크와 경기 중인 얀코바(연두색 유니폼)